# Sympherobius amazonicus
Sympherobius amazonicus is een insect uit de familie bruine gaasvliegen (Hemerobiidae), die tot de orde netvleugeligen (Neuroptera) behoort. De soort komt voor in Brazilië.